# Der Stein der Weisen oder Die Zauberinsel
Der Stein der Weisen oder Die Zauberinsel ist eine Oper (genauer ein Singspiel). Das Libretto stammt von Emanuel Schikaneder.

## Entstehungs- und Rezeptionsgeschichte
Die Musik zu diesem Werk Schikaneders soll nach Eintragungen in einer nach dem Zweiten Weltkrieg zunächst unzugänglichen Hamburger Partiturkopie von Johann Baptist Henneberg stammen, und sie enthält Einlagenummern von Franz Xaver Gerl, Wolfgang Amadeus Mozart, Benedikt Schack und Schikaneder. Die Uraufführung fand am 11. September 1790 im Wiedner Theater statt, und das Werk wurde in einer ganzen Reihe von Theatern im deutschen Sprachraum gleichfalls gespielt.
Eine Zusammenfassung der Handlung findet sich im Tamino Klassikforum.
1996 wurde die Oper von dem US-amerikanischen Musikwissenschaftler David J. Buch in der Musiksammlung der Staats- und Universitätsbibliothek Hamburg wiederentdeckt und im November 1998 von Boston Baroque unter Martin Pearlman zum ersten Mal aufgenommen.
Diese Entdeckung war unter anderem deshalb eine Sensation, weil die Oper mehrere wichtige Parallelen zur ein Jahr später uraufgeführten Zauberflöte von Mozart aufweist. Auch der Stein der Weisen enthält Motive aus Christoph Martin Wielands Märchensammlung Dschinnistan, und seine fünf Komponisten waren alle an der Zauberflöte beteiligt, als Komponist, Librettist, Dirigent der Uraufführung oder Sänger in der Uraufführung. Außerdem finden sich viele sehr frappierende musikalische Ähnlichkeiten zwischen jenen Teilen des Stein der Weisen, die nicht von Mozart komponiert wurden, und der Zauberflöte. Diese Parallelen werden von Martin Pearlman in der „Discussion Disc“ seiner Aufnahme auf Basis der Recherchen von David Buch näher erläutert.
Nach der erfolgreichen Uraufführung am 11. September 1790 wurde die Oper noch 24 Jahre lang fast ununterbrochen aufgeführt, was für einen immensen Erfolg spricht. Die letzte bekannte Aufführung fand am 28. Februar 1814 in Linz statt.
Die Oper wurde in der Neuzeit mehrfach aufgeführt:
- 2000: Hampstead and Highgate Festival[5]
- 2001: Augsburg[6]
- 2001: Bampton Classical Opera[7]
- 2001: Pepperdine University
- 2003: Combattimento Consort Amsterdam
- 2006: Astoria Music Festival
- 2006: Festival Garsington Opera[8]
- 5. September 2010: Winterthur, Opernhaus Zürich[9][10]
- 23. Juni 2018: Tiroler Landestheater Innsbruck[11]
- 10. Dezember 2022: Augsburg, Parktheater Göggingen (konzertant)[12]

## Personelle Parallelen zwischen demStein der Weisenund derZauberflöte
- Wolfgang Amadeus Mozart: Mitkomponist des Stein der Weisen, Komponist der Zauberflöte
- Johann Baptist Henneberg: Mitkomponist und Dirigent des Stein der Weisen, Dirigent der Zauberflöte
- Benedikt Schack: Mitkomponist des Stein der Weisen, Astromonte im Stein der Weisen, Tamino in der Zauberflöte
- Franz Xaver Gerl: Mitkomponist des Stein der Weisen, Eutifronte im Stein der Weisen, Sarastro in der Zauberflöte
- Emanuel Schikaneder: Librettist und Mitkomponist des Stein der Weisen, Lubano im Stein der Weisen, Librettist der Zauberflöte, Papageno in der Zauberflöte
- Urban Schikaneder (Bruder von Emanuel Schikaneder): Sadik im Stein der Weisen, erster Priester in der Zauberflöte
- Johann Michael Kistler: Nadir im Stein der Weisen, zweiter Priester in der Zauberflöte
- Anna Gottlieb: Nadine im Stein der Weisen, Pamina in der Zauberflöte
- Barbara Gerl (Gattin von Franz Xaver Gerl): Lubanara im Stein der Weisen, Papagena in der Zauberflöte

## Editionen
- David J. Buch, Manuela Jahrmärker (Hrsg.): Schikaneders heroisch-komische Oper Der Stein der Weisen – Modell für Mozarts Zauberflöte. Kritische Ausgabe des Textbuches (= Hainholz Musikwissenschaft. Bd. 5). Hainholz, Göttingen 2002, ISBN 3-932622-46-4.
- David J. Buch (Hrsg.): Der Stein der Weisen  (Partitur). A-R Editions Inc., Middleton 2007, ISBN 0-89579-616-3 (eingeschränkte Vorschau in der Google-Buchsuche).
- Verlag ClassiCulturCentrum - Wolfgang Ellenberger Veröffentlichung des Aufführungsmaterials als Downloadprodukt 11.09.2024[13]
- Aufnahme des Labels Telarc mit Boston Baroque 1999 mit vollständiger Playlist auf youtube
- Aufnahme des Labels "deutsche harmonia mundi" / Sony mit der Münchner Hofkapelle 2024[14]